# Ngữ pháp tiếng Latinh
Tiếng Latinh có trật tự từ ngữ vô cùng mềm dẻo bởi vì cổ ngữ này có rất nhiều biến cách.
Trong Latin không có mạo từ xác định hoặc mạo từ không xác định như "a" hoặc "the" trong tiếng Anh. Chúng có thể được thay thế bằng những tính từ khác, chẳng hạn như ille (các dạng của ille dần dần thay đổi đơn giản thành le hoặc la trong Nhóm ngôn ngữ Rôman ngày nay) hay haec, ea, id...

## Từ loại

### Danh từ
Danh từ là tên của một người, một nơi chốn, hoặc một vật.
| puer      | : cậu bé   |
| Londïnium | : Luân Đôn |
| nävis     | : tàu bè   |

Danh từ riêng là tên riêng của người, vật, hoặc nơi chốn. Proper
| Cornēlia | : Cornelia |
| Rōma     | : Roma     |
| Rhodanus | : Rhone    |

Danh từ thường là một tên có thể được cung cấp cho bất kỳ một cái nào thuộc một lớp của các vật thể.
| puer | : cậu bé    |
| urbs | : thành phố |
| diēs | : ngày      |

Danh từ tập hợp là một tên mà có thể được cung cấp cho một nhóm của các vật thể, dù cho bản thân nó thuộc số ít.
| multitūdō | : đám đông |
| gēns      | : gia đình |

Động danh từ là tên của một hành động
| videndi   | : sự nhìn | > vedere   | : nhìn |
| scribendi | : sự viết | > scribene | : viết |

Danh từ trừu tượng là tên của một tình chất hoặc một điều kiện
| bonitas  | : lòng tốt  |
| veritas  | : chân lý   |
| pauperta | : nghèo nàn |

### Đại từ
Đại từ là một từ dùng để thay thế cho một danh từ hoặc một đại từ khác.
| ego | : tôi     |
| tū  | : anh     |
| eum | : anh ta  |
| hoc | : cái này |
| quī | : ai      |

Danh từ mà được một đại từ thế chỗ, được gọi là từ đi trước (antecēdere; en: antecedent).
Vì thế, trong câu:
John đi đến trường, nhưng cậu ta không học 
thì danh từ John là từ đi trước của cậu ta.
Từ đi trước là một trường hợp phân biệt với một đại từ quan hệ.
Cả trong Latinh lẫn trong tiếng Anh đều không cần từ đi trước đại từ.
| quod dicit | : những gì anh ta nói |
| id crēdit  | : anh ta tin          |

Đại từ nhân xưng trình bày bằng dạng của nó, tuỳ theo chỗ nó đứng
- cho người nói

| ego | : tôi      | đó là ngôi thứ nhất |
| nōs | : chúng ta | đó là ngôi thứ nhất |

- cho người nghe

| tū  | : mi / ngươi | đó là ngôi thứ nhì |
| vōs | : anh        | đó là ngôi thứ nhì |

- cho người hoặc vật được nói đến

| is | : anh ta   |
| ea | : cô ta    |
| id | : nó       |
| eī | : chúng nó |

Đại từ quan hệ liên kết một mệnh đề phụ thuộc thuộc - ở chỗ nó thay thế - với từ đi trước.
| liber quem habës meus est | : quyển sách bạn có đó là của tôi |

| Đại từ quan hệ | Đại từ quan hệ       |
| -------------- | -------------------- |
| Latinh         | Tiếng Anh            |
| quï            | who, which, that, as |

Đại từ nghi vấn được dùng để đặt câu hỏi
| Quis in hortō ambulat | : Ai đang bước đi trong vườn |

| Đại từ nghi vấn | Đại từ nghi vấn  |
| --------------- | ---------------- |
| Latinh          | Tiếng Anh        |
| quis, uter      | who, which, what |

Đại từ xác định chỉ ra một vật thể xác định
| hic  | : cái này       |
| ille | : cái kia       |
| hï   | : những cái này |
| illï | : những cái kia |

Đại từ bất định đề cập đến một vật thể không xác định
| Đại từ bất định | Đại từ bất định            |
| --------------- | -------------------------- |
| Latinh          | Tiếng Anh                  |
| aliquis, quis   | some, someone, any, anyone |

Đại từ phản thân ám chỉ ngược vào chủ thể.
| sē culpāvit | : anh ta tự khiển trách mình |

### Tính từ
Tính từ là một từ được dùng để chỉ tính chất hoặc giới hạn của danh từ hoặc đại từ 
| liber bonus     | : sách hay   |
| luna pulchra    | : trăng đẹp  |
| quinque puellae | : năm cô gái |

Những từ a, an, và the (trong tiếng Anh) thực sự là những tính từ giới hạn, còn được gọi là mạo từ
| The   | : mạo từ xác định |
| a, an | : mạo từ bất định |

Tiếng Latinh không dùng mạo từ
Tính từ chữ số chỉ thị có bao nhiêu người hoặc vật được nói đến. Chúng cũng là các số nguyên (cardinal) biểu thị số lượng.
| ūnus     | : một |
| duo      | : hai |
| trēs     | : ba  |
| quāttuor | : bốn |

và các số thứ tự (ordinal)
| prīmus   | : thứ nhất |
| secundus | : thứ nhì  |
| tertius  | : thứ ba   |
| quārtus  | : thứ tư   |

Tính từ sở hữu chỉ quyền sở hữu
| meus amīcus  | : bạn của tôi       |
| nortra domus | : nhà của chúng tôi |

Đại từ chỉ định, đại từ bất định và các đại từ nghi vấn (which/what) có thể được dùng như những tính từ, và chúng có tên gọi tương ứng.
- Đại từ chỉ định

| hic liber  | : quyển sách này |
| illa donus | : căn nhà đó     |

- Đại từ bất định

| aliquī puerī | : vài chú bé |

- Đại từ nghi vấn

| Quā via ībimus? | : chúng ta sẽ đi bằng cách nào? |

Tính từ cũng thường được dùng như danh từ.
| patria līberōrum | : miền đất của tự do |

### Động từ
Động từ là một từ dùng để chỉ về hoạt động của một người, một nơi chốn, hoặc một sự vật.
| vir ridet           | : người đàn ông cười |
| oppidium cuptum est | : thị trấn bị chiếm  |
| folium cadit        | : chiếc lá rơi       |

Động từ có một bổ ngữ để bổ nghĩa cho nó được gọi là ngoại động từ (transitive / used transitively)
| puella rosam habet | : cô gái có một bông hồng |

Động từ không có bổ ngữ được gọi là nội động từ (intransitive)
| avēs volant | : chim bay |
| ambulō      | : tôi bước |

Chú ý: có những động từ khi ở dạng này, khi ở dạng kia. 
Gió thổi tuyết và mặt chúng tôi
Gió thổi dữ dội
Động từ được phân ra thành quy tắc và bất quy tắc. Đặc thù này chỉ đơn thuần làm cho tiện lợi. 
Động từ quy tắc trong tiếng Anh cho các thời quá khứ chưa hoàn thành (imperfect) và quá khứ phân từ (past participle) được thêm "d" hoặc "ed" vào thời hiện tại.
Động từ bất quy tắc trong tiếng Anh không theo dạng trên.
Trợ động từ được dùng để chia một động từ khác. Trong Latin, động từ esse (to be) thường được dùng.
| missus est | : anh ta đã được phái đi |